# District d'Ambatondrazaka
Le district d'Ambatondrazaka est un district de la région d'Alaotra-Mangoro, dans le Nord-Est de Madagascar.

## Communes
Le district est divisé en 20 communes :
- Ambandrika
- Banlieue d'Ambatondrazaka
- Ambatondrazaka
- Ambatosoratra
- Ambohitsilaozana
- Amparihitsokatra
- Ampitatsimo
- Andilanatoby
- Andromba
- Antanandava
- Antsangasanga
- Bejofo
- Didy
- Feramanga Avaratra
- Ilafy
- Imerimandroso
- Manakambahiny Est
- Manakambahiny Ouest
- Soalazaina
- Tanambao Besakay